# The Frederick Hotel
Koordinaten: 40° 42′ 55,5″ N, 74° 0′ 33,6″ W
The Frederick Hotel, früher Cosmopolitan Hotel Tribeca, ist ein Fünf-Sterne-Hotel im Stadtteil Tribeca in Manhattan in New York City, Vereinigte Staaten. Das 1845 eröffnete Boutique-Hotel gehört zu den ältesten der Stadt, ist ein Mitglied der Triumph Hotels und Teil des TriBeCa South Historic Districts.
Das Luxus-Hotel steht an der Nordostecke von West Broadway und Chambers Street in Lower Manhattan. Zwei Blocks südöstlich befindet sich mit der City Hall das New Yorker Rathaus. Direkt vor dem Hotel liegt die Station Chambers Street der IRT Broadway – Seventh Avenue Line der New York City Subway, hier verkehren die U-Bahn-Linien . Das siebengeschossige Gebäude beherbergt 132 Gästezimmer und Suiten sowie im Erdgeschoss neben der Hotellobby das Restaurant „Serafina Tribeca“, die Bar „Primo’s“, einen Starbucks und ein Fast-Casual-Restaurant der Kette Sweetgreen.

## Geschichte
In den Jahren 1844 und 1845 ließ der als Kind aus England eingewanderte Kaufmann, Unternehmer und Bankier James Boorman (1783–1866) ein Hotelgebäude an der nordostwärtigen Ecke der Chambers- und Broadway-Straßen errichten. Seit einigen Jahren war in dieser Gegend die vorherige Wohnnutzung durch Schaffung von Büro- und Handelsräumen ersetzt worden. Das Gebäude war viergeschossig aus rotem Ziegelstein erbaut, in der damals beliebten neugotischen Anmutung und war im ersten Stock mit einem umlaufenden gusseisernen Balkon (wie für New-Orleans typisch) ausgestattet. Boorman war auch Gründer der Hudson River Railroad Company, deren südlichstes Bahnbetriebswerk (Endbahnhof) gegenüber dem Neubau geplant war und 1852 realisiert wurde; von hier verliefen die Schienen entlang der Hudson- und der Canal Street über den Hudson River. Die Bahnstrecke wurde später Teil der New York Central and Hudson River Railroad, der heutigen New York Central Railroad. Bis zur Eröffnung des Bahnhofes vermietete Boorman die oberen Stockwerke an Ann Andrews, die hier eine Pension betrieb.
1852 wurde der Hotel- und Restaurantbetrieb dann von John A. Davis begonnen. Das Hotel mit dem Namen Girard House eröffnete 1853; es diente vorwiegend der Unterbringung von Bahnreisenden. Im Jahr 1852 wurde an der Chambers-Seite anstelle eines von Boorman erworbenen und abgerissenen Backsteinhauses (125, Chambers, bis dahin Sitz des Juweliergeschäfts von Charles Lewis Tiffany) eine Erweiterung des bislang an dieser Straßenseite mit neun Fensterachsen ausgestatteten Gebäude um weitere drei Fensterachsen durchgeführt. Dieser Anbau erhielt eine „italienisch“ gestaltete Fassade.
Am 1. Oktober 1859 explodierte der Wasserboiler im Keller des Hotels bei Reparaturarbeiten. Einer der Klempner starb, der andere wurde schwer verletzt, das oberhalb des Heizungskeller liegende Frisörgeschäft, wie auch weitere Teile des Erdgeschosses wurden zerstört. Der oft geäußerten Behauptung, Abraham Lincoln habe hier anlässlich seiner berühmten Cooper Union-Rede am 27. Februar 1860 übernachtet, widersprach die New Yorker Denkmalschutzbehörde (Landmarks Preservation Commission LPC) im Jahr 2009.

### Cosmopolitan
1869 erwarben die Brüder Samuel J., Nathaniel und John P. Huggins das Girard House. Sie ließen das Gebäude um zwei weitere Stockwerke erhöhen und mit einer Attika ausstatten. Der Name wurde in Cosmopolitan geändert. Das Hotel verfügte nun über 400 Betten, Telefone in den Gästezimmern und war mit Aufzügen von Otis Brothers ausgerüstet. Zu etwa dieser Zeit wurde die Endstation der Eisenbahn verlegt, womit das Hotel seine Bahnreisekundschaft verlor. Dennoch wurde es in den folgenden Jahrzehnten von Geschäftsleuten genutzt. So wurde in einem Artikel in der New York Times vom 26. Februar 1894 berichtet, dass der hier übernachtende, vermögende Geschäftsmann Benjamin Low aus Massachusetts in einer nahegelegenen Straße tot und beraubt aufgefunden worden war. Kurz vor der Jahrhundertwende erhielt das vormals rote Hotel einen hellen Außenanstrich. In den 1890ern übernahm Charles W. Wildey das Management des Hotels.
1913 wurde eine Komplettsanierung des Hauses durchgeführt, nach einem Jahr erfolgte die Wiedereröffnung. Der Haupteingang an der Chambers (heute ein schmaler Seiteneingang) sowie die große Lobby wurden stark verkleinert, stattdessen wurden zu den Straßenseiten Ladengeschäfte eingerichtet. Der Esssaal wurde zu einem Tabakgeschäft umfunktioniert. Der damalige Eigentümer Joseph M. Weintraub investierte rund 250.000 Dollar in die Umbauten, alleine auf die Verstärkung der Fundamente entfielen dabei 70.000 Dollar, da die neugebaute U-Bahn diese zu beschädigen drohte. In den 1920ern und 1930ern war es unter der Leitung von Weintraub sehr angesehen und als Unterkunft bei durchreisenden Politikern und Juristen beliebt. Im November 1937 legte ein Hotelgast, Waldemar Wengorra, in seinem Zimmer Feuer. Fünf Gäste wurden verletzt.

### Bondund Rückbenennung
In den 1960er Jahren wurde das Hotel in Bond umbenannt und diente nun als Single Room Occupancy (SRO)-Wohnhaus. Die vormaligen Hotelräume wurden als Einraumwohnungen an Familien oder Einzelpersonen unterer Einkommensschichten vermietet. Nach einem Bericht der New York Times aus dem Jahr 1967 wurde ein im Bond übernachtender Obdachloser verhaftet, da er einen Kunden eines im Erdgeschoss gelegenen Geschäftes im Streit erstochen hatte. In der Folgezeit wurde der Hotelbetrieb wieder aufgenommen, 1989 ein siebtes Stockwerk auf das Gebäude aufgesetzt und der Name wieder in Cosmopolitan geändert.
Das Gebäude gehört der Do-Bar Hotel Corporation (Eigentümer: Jay Wartski und Gerald Barad), die 2015 einen sechsgeschossigen Ziegelstein-Anbau an der Broadway-Seite bis zur Reade Street errichtete. Architekt des Neubaus war Matthew Gottsegen. Der Entwurf Gottsegens wurde im September 2009 von der Landmarks Preservation Commission genehmigt, nachdem ein Vorgängerentwurf noch im Juni 2009 abgelehnt worden war.

### The Frederick Hotel
Das Hotel wurde 2017 umfassend zu einem Luxus-Hotel umgestaltet und in „The Frederick Hotel“ umbenannt. Es erhielt wieder originalgetreu seine dunkelrote Fassadenfarbe. Es bietet 132 Gästezimmer und Suiten sowie das dreigeschossige Restaurant „Serafina Tribeca“ und die Bar „Primo’s“. Das eigenständige Hotel ist Teil der Triumph Hotels, einer Kollektion von sechs historischen Boutique-Hotels in New York City. Das Frederick ist des Weiteren Mitglied der Small Luxury Hotels of the World (SLH), einer Gemeinschaft unabhängiger Hotels der Welt. SLH-Hotels bieten einen sehr hohen Standard für das Wohlbefinden der Gäste an begehrten Reisezielen.